# Johann Jakob Herkomer

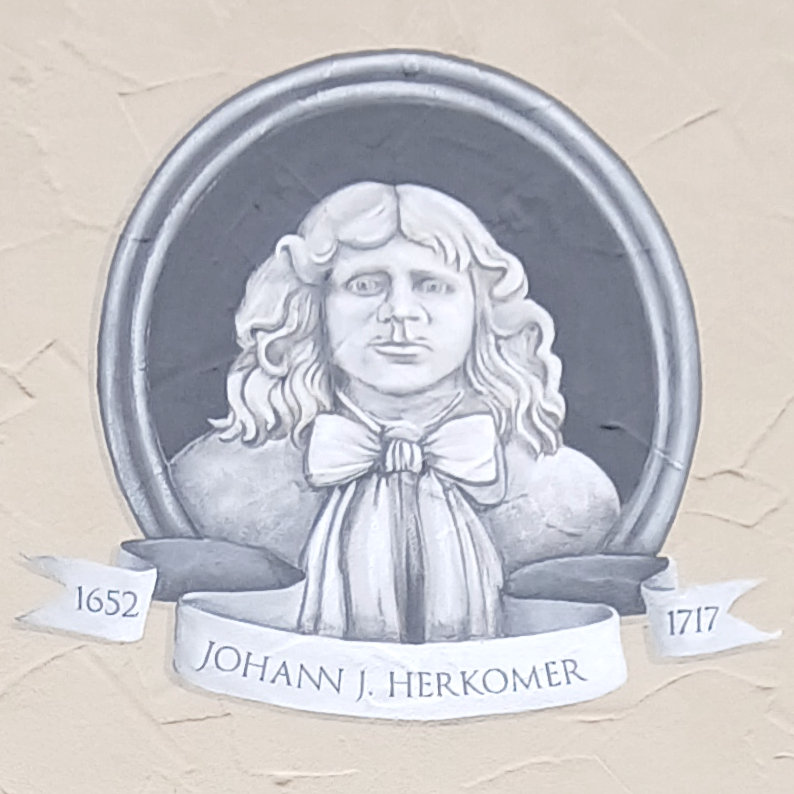
Wandbild zur Erinnerung an Johann Jakob Herkomer in Füssen

Johann Jakob Herkomer (* 3. Juli 1652 in Sameister bei Roßhaupten; † 27. Oktober 1717 im Kloster St. Mang, Füssen; auch Johann Jakob Herkommer) war ein deutscher Architekt, Maler, Freskant, Marmorbearbeiter und Entwerfer von Innendekorationen, u. a. Stuckdekorationen. Eigenhändige Stuckaturen und Werke der Bildhauerkunst sind bisher nicht nachgewiesen. Er ist nicht zu verwechseln mit seinem gleichnamigen Neffen Johann Jakob Herkomer (1690–1758), der als Stuckateur und Stuckmarmorierer wirkte.

## Leben

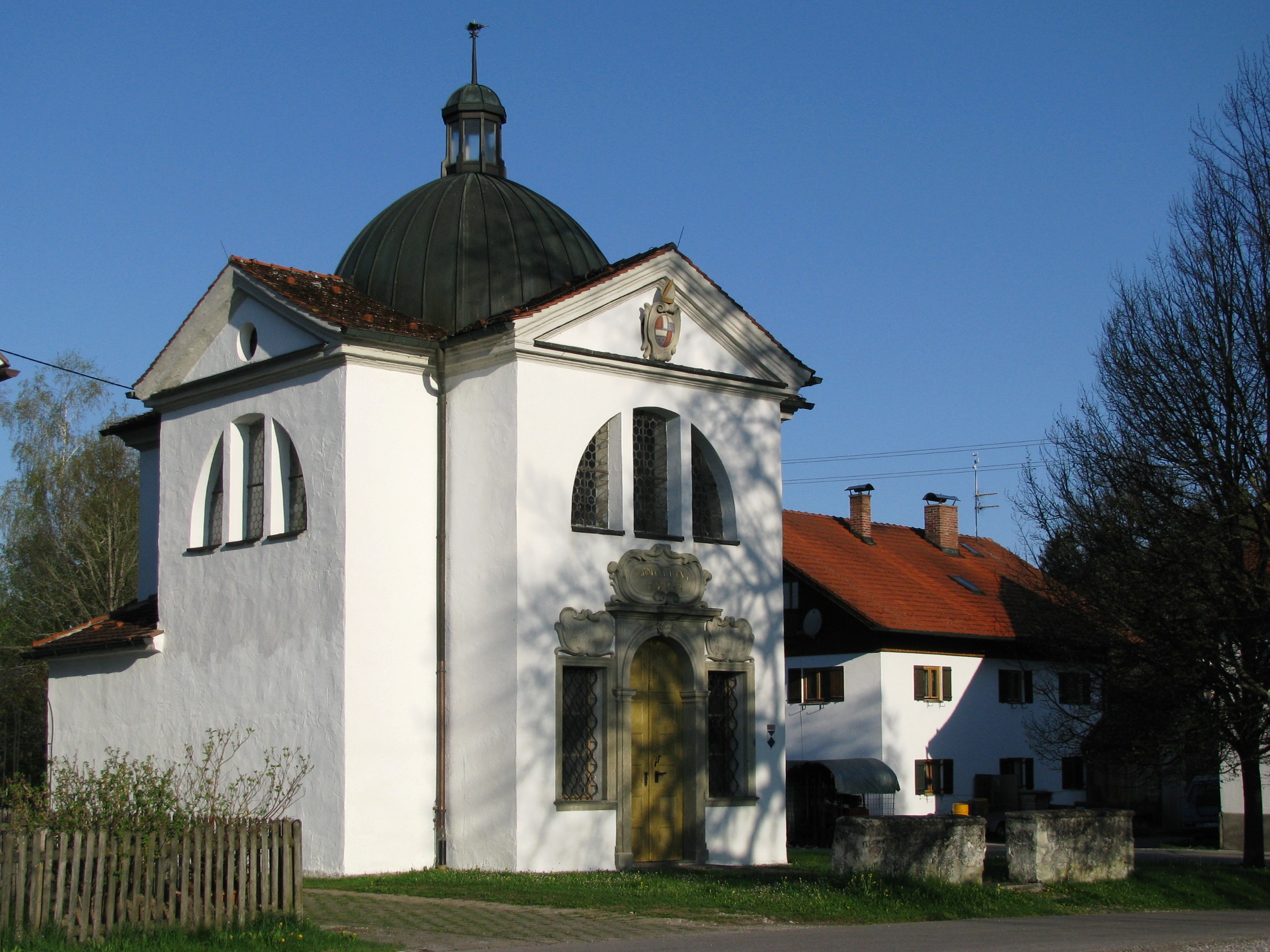
Die Kapelle in Sameister

Herkomer wuchs mit sechs Geschwistern in Sameister auf, seine Eltern betrieben dort eine Poststation mit Gasthof. Über seine Schul- und Lehrzeit ist wenig bekannt. Es gibt Hinweise, dass er bei dem Augsburger Maler Johann Georg Knappich (1637–1704) in die Lehre ging. Herkomer reiste dann nach Italien und arbeitete einige Jahre für die Patrizierfamilie Collalto in Belluno und Venedig. 1685 aus Italien zurückgekehrt, begann er mit dem Bau einer Kapelle neben dem Gasthaus seiner Eltern, die als Familiengrabstätte dienen sollte und bei der er seine Fertigkeiten als Architekt, Freskomaler und Stuckateur unter Beweis stellten konnte. Herkomer erhielt daraufhin eine Vielzahl von Aufträgen aus der näheren Umgebung. Die Jahre 1694 bis 1697 verbrachte Herkomer in Italien.
Herkomer starb 1717 noch vor der Fertigstellung der Kirche St. Mang im Kloster und wurde in „seiner“ Kapelle in Sameister beigesetzt.
Herkomer bildete seinen Neffen Johann Georg Fischer in der Baukunst aus, nachdem dieser bereits eine Steinmetzlehre absolviert hatte, und zog ihn für viele seiner Bauaufträge als ausführenden Baumeister heran. Vom berühmten Erbauer der Wieskirche, dem Baumeister, Stuckateur und Freskanten Dominikus Zimmermann, berichtet eine zeitgenössische Quelle, er habe von Herkomer viel gelernt.

## Werk

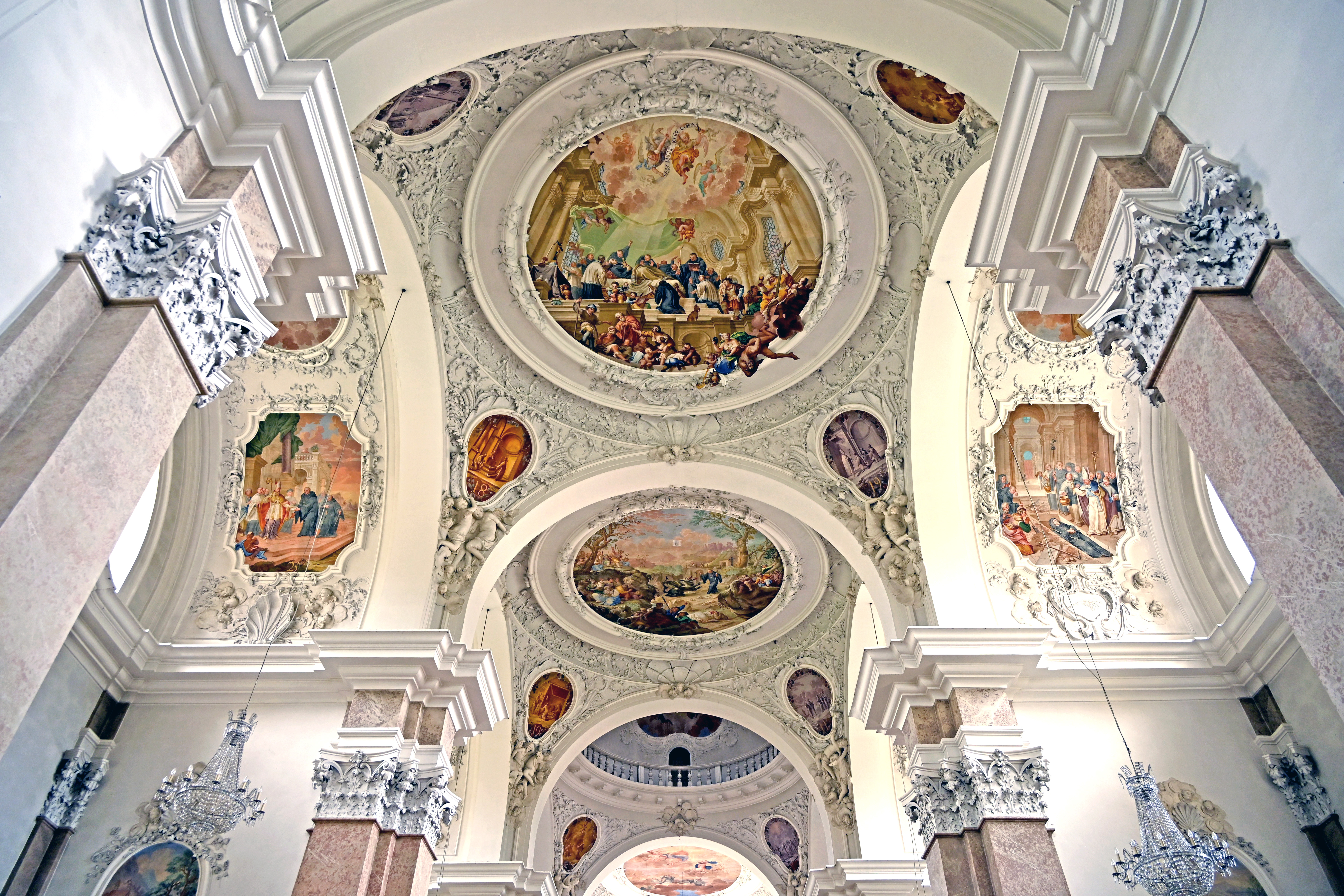
Die Deckenfresken der Klosterkirche St. Mang in Füssen wurden zum Teil noch von Herkomer ausgeführt

Neben seiner Kapelle in Sameister gelten vor allem das Kloster und die Kirche St. Mang in Füssen als wesentliche Werke des Johann Jakob Herkomer. Weitere bedeutende Arbeiten waren der Umbau der St.-Moritz-Kirche und die Barockisierung der Hl.-Kreuz-Kirche in Augsburg. Die Werkliste umfasst Folgendes:
- 1684–1692: Planung, Bau und Ausstattung der Familienkapelle Mariä Sieben Schmerzen in Sameister. Entwurf noch 1684 in Italien, Baubeginn 1685, Weihe 1688, Freskoausstattung ca. 1688 bis 1692 (datiert), Bauplastik um 1691. Die Kapelle ist gewestet. Johann Jakob Herkomer liegt unter einer wohl noch von ihm selbst entworfenen Grabplatte im südlichen Querarm begraben.
- 1687: Pläne für den Neubau des Pfarrhofs von St. Ulrich in Seeg (nicht realisiert)
- 1690–1691: Entwurf für einen Marmorboden im „Cabinetle“ von Schloss Dillingen an der Donau (nicht erhalten)
- um 1693: Pläne für die Zunftkirche Bichlbach, die für deren Bau ab 1710 durch Stadtbaumeister Andreas Hafenegger jedoch nicht herangezogen wurden.
- 1694/97–1701: Neubauplanung für das Kornhaus in der Stiftsstadt Kempten
- 1700: Neubauplanung für Chor und Sakristei der Kirche St. Stephan des Franziskanerklosters in Füssen (nicht erhalten)
- 1700: Neubauplanung für den Südflügel des Franziskanerklosters Füssen
- 1700: Pläne für Neubau und Stuckausstattung der Pfarrkirche Bayerniederhofen (nicht realisiert)
- 1701: Plan für ein neues Langhaus der Friedhofskirche St. Rochus und Sebastian in Füssen (nicht realisiert)
- 1701–1717: Neubauplanung von Kloster und Kirche St. Mang in Füssen einschließlich der gesamten Innenausstattung, nach Herkomers Tod vor allem die Innenausstattung verändert weitergeführt
- um 1705/15: Neubauplanung für die vier Rundkapellen an der Stiftskirche St. Lorenz in Kempten; ab 1706 mit der südöstlichen Rundkapelle (Schutzengelkapelle) begonnen, die spätestens um 1715 vollendete Innenausstattung ebenfalls von Herkomer festgelegt
- 1706: Entwurf für den Hochaltar der Wallfahrtskirche Maria Hilf in Klosterlechfeld (nicht erhalten)
- 1708/09: Umbauplanung für die Pfarrkirche St. Peter und Paul in Stötten am Auerberg (später verändert)
- 1709: Erstellung von zwei topographischen Plänen um die Burg Hohenfreyberg und die Wallfahrtskirche Speiden (nicht erhalten)
- 1709–1712: Umbauplanung für die Stadtpfarrkirche Vils (Tirol) (zugeschrieben)
- 1710–1712: Neubauplanung für den Chor der Pfarrkirche St. Ulrich in Seeg einschließlich der Stuckausstattung (in der heutigen Kirche sind Reste davon erhalten)
- 1710, 1714: Vier Pläne für einen Brunnen in den Innenhof von Schloss Dillingen an der Donau (nicht realisiert)
- 1711–1712: Neubauplanung für das Amtshaus ("Schloss") der Herrschaft Freyberg-Eisenberg in Weizern (zugeschrieben)
- 1711–1716: Bauberatung und Planungsbeteiligung zum Neubau der Klosterkirche Weingarten; ein Bauriss Herkomers für Weingarten ist für das Frühjahr 1715 belegt.
- 1712: Pläne zum Neubau des Klosters Ottobeuren (in die maßgebliche Planung von P. Christoph Vogt einbezogen); 1713 Entwurf für einen Ofen ebenfalls für das Kloster Ottobeuren (Entwurf nicht erhalten, Ausführung fraglich)
- 1712, ab 1717: Neubauplanung der Stadtpfarrkirche St. Jakob in Innsbruck 1712, jedoch Grundsteinlegung erst am 12. Mai 1717. Die ursprüngliche Disposition wurde unmittelbar nach Herkomers Tod durch dessen Neffen Johann Georg Fischer verändert.
- 1713–1714: Entwurf für das Grabmal des Augsburger Fürstbischofs Johann Christoph von Freyberg in der Wolfgang-Kapelle des Augsburger Doms; der figürliche Anteil wird Anton Sturm zugeschrieben.
- 1715–1718: Umbauplanung der Stiftskirche St. Moritz in Augsburg (1944 zerstört, vereinfacht wiederaufgebaut)
- 1716: Neubauplanung des Wallfahrtshospitiums bei der Wallfahrtskirche Heiligkreuz bei Kempten (zugeschrieben)
- 1716–1718: Umbauplanung der Augustinerchorherren-Stiftskirche Hl.-Kreuz in Augsburg (1944 zerstört, vereinfacht wiederaufgebaut)
- 1716–1725: Neubauplanung für die Klosterkirche St. Michael des Klosters Fultenbach (1811 abgebrochen).
- 1717–1718: Neubauplanung der sog. Krippkirche St. Nikolaus in Füssen; mit Änderungen von seinem Neffen Johann Georg Fischer 1718 fertiggestellt.

Darüber hinaus wirkte Herkomer auch als Freskant in der Kapelle in Sameister (1688–1692), im Chor der Friedhofskirche St. Sebastian in Füssen (1688), in Kloster und Kirche St. Mang (circa 1702–1715) sowie in der Schutzengelkapelle bei St. Lorenz in Kempten (um 1711/15). Gemälde haben sich von ihm in der Kapelle in Sameister (Hochaltarblatt datiert 1690, Gemälde in den Querarmen datiert 1693), in der Annakapelle des Klosters St. Mang (Hochaltarblatt von anderer Hand vollendet) und im Dorfmuseum Roßhaupten (drei Arma-Christi-Gemälde, Leihgabe der Pfarrei Roßhaupten) erhalten. Ebenso lieferte Herkomer Vorzeichnungen für Kupferstiche und Schabkunstblätter (so etwa 1710 für ein großformatiges Thesenblatt mit Darstellung des hl. Magnus).